# Tracheloptychus
Tracheloptychus är ett släkte av ödlor. Tracheloptychus ingår i familjen sköldödlor.
Arter enligt Catalogue of Life och The Reptile Database:
- Tracheloptychus madagascariensis
- Tracheloptychus petersi

Båda arter förekommer på södra Madagaskar.